# Дур Шарукин
Дур Шарукин е древен град в Месопотамия, четвърта столица на Асирия в периода 706 г. пр.н.е. – 705 г. пр.н.е.
Смята се, че е основан като столица на Асирия от крал Саргон II през 717 г. пр.н.е. Градът е бил укрепен с масивни стени, 157 кули и седем порти към всички посоки. Освен храмове, в него е имало и царски дворец с десетки скулптури и изкусни каменни барелефи.